# Андрус Ансип
Андрус Ансип (ест. Andrus Ansip; нар. 1 жовтня 1956, Тарту) — естонський політик. 10-й Прем'єр-міністр Естонії (31 березня 2005 — лютий 2014). Лідер Партії реформ Естонії (2004—2014). Член Європарламенту від Естонії з 2 липня 2019.

## Життєпис
1974 — закінчив 5-ю середню школу міста Тарту, 1979 — закінчив відділення органічної хімії Тартуський університету з дипломом хіміка.
1985 року працював інструктором відділу промисловості та транспорту Тартуського районного комітету Комуністичної партії Естонської ССР.
У 1986—1989 роки — інструктор промислового відділу та завідувач оргвідділу Тартуського райкому КПЕ, у тому числі й під час розгону студентської демонстрації 1988 року в Тарту, приуроченої до річниці підписання Тартуського миру (1920) між Естонською республікою і Росією (вже під час перебування прем'єр-міністром Ансип розповів журналістам, що він не міг бути причетним до розгону цієї демонстрації, оскільки в ті години пив чай у тещі).
До початку політичної діяльності працював у банківських та інвестиційних підприємствах. Був членом ради директорів Народного банку Тарту (ест. Rahvapank), головою Лівонської приватизаційної колегії, виконавчим директором акціонерного товариства Fondiinvesteeringu Maakler AS.
Перебував також на посаді голови ради Радіо Тарту.
1992 року закінчив Університет Йорку, Торонто, за спеціальністю «управління бізнесом».

### Міський голова Тарту
1998 року обраний мером Тарту від Партії реформ і залишався на цій посаді до 2004 року, за широкої популярності мав незмінно високий рейтинг за результатами опитувань.
21 листопада 2004 став головою Партії реформ — замінив Сііма Калласа, який став віцепрезидентом комісії Європейського Союзу. Став жити в Таллінні. Перебував на посаді до 2014 року.
З 13 вересня 2004 до 12 квітня 2005 року — міністр з економічних справ та комунікацій в уряді Югана Партса, змінив на цій посаді Мееліса Атона.

### Прем'єр-міністр
31 березня 2005 президент Естонії Арнольд Рюйтель доручив Ансипу сформувати новий уряд — після відставки уряду Югана Партса. Ансип сформував коаліцію з Центристською партією та Народним союзом. Після перемоги на виборах в Рійгікогу 4 березня 2007, Ансип, який набрав 22 540 голосів, утворив коаліцію з партією соціал-демократів і об'єднанням Союз Вітчизни — Res Publica (ест. Isamaa ja Res Publica Liit (IRL)).
Активно підтримує жорсткий курс дерадянізації суспільного життя Естонії, яка також полягає у запереченні визвольної місії сталінських військ під час Другої світової війни. 8 липня 2006 на виступі перед ветеранами 20-ї естонської дивізії СС високо оцінив громадський дух ветеранів-антисталіністів: «Я не можу погодитися з тими, хто вважає вашу боротьбу безглуздою. Як можна вважати безглуздим те, що люди виконували свій обов'язок перед своїм народом і державою?».

## Цікаві факти
- Нагороджений орденом канадських естонців за організацію перенесення пам'ятника окупаційним радянським військам із центру Таллінна на військовий цвинтар.

- 7 лютого 2008 на пресконференції уряду Андрус Ансіп заявив про економічну кризу, що наступає: «Якщо це криза і крах, то тільки в такій кризі й краху я б хотів жити». Сумарне падіння ВВП Естонії за 2008—2009 рік склало 17,2 %.

## Нагороди
- Великий офіцер ордена Трьох зірок (Латвія, 30 березня 2009 року)

## Особисте життя
Дружина Ану Ансіп лікар-гінеколог. У сім'ї три дочки — Реет, Лійса і Тійна.
Ансіп постійно займається велоспортом, а також захоплюється лижним спортом.
1996 під час велосипедної прогулянки потрапив під машину. Він переніс 11-годинну операцію і 3 місяці був прикутий до ліжка. Відновлення зайняло у нього 14 місяців. Через роки Ансіп зізнався, що після аварії «було б краще покинути цей світ».